# لمس نور
لمس نور (انگلیسی: The Light Touch) فیلمی به کارگردانی ریچارد بروکس است که در سال ۱۹۵۱ منتشر شد.

## داستان
یک دزد هنری به اسم سم کانرید (استوارت گرنجر) یک تابلوی نقاشی دوران رنسانس را به امانت توسط کلیسای کاتولیک در موزه ایتالیا گداشته شده را می‌دزدد. او توسط شریک خود، فلیکس گینیول (جورج سندرز) تأمین مالی شده‌است. فلیکس یک مشتری وسواسی به نام آرامسک (کورت کازنار) دارد که موافقت کرده‌است صد هزار دلار برای این اثر هنری بپردازد. با این حال، کانرید یک تصادف قایقرانی را در راه دیدار با تونس ترتیب می‌دهد و به فلیکس می‌گوید که نقاشی در آتش‌سوزی از بین رفته‌است.

## دربارهٔ فیلم
داستان اصلی جید هریس و تام رید، «تاج خار» نام داشت و در آوریل ۱۹۵۰ توسط ام‌جی‌ام (MGM) به قیمت ۶۰٬۰۰۰ دلار خریداری شد. (داستان شباهت‌هایی با سرقت مونالیزا در زندگی واقعی دارد) تهیه کنندگی فیلم نیز به پاندرو اس. برمن واگذار شد.
فیلمنامه توسط ریچارد بروکس، که کارگردانی آن را نیز انجام داده‌است، نوشته شده‌است. این دومین فیلم ریچارد بروکس به عنوان کارگردان است. اولین فیلم او، بحران، با بازی کاری گرانت بود.

## بازیگران
- استوارت گرانجر
- پیر آنجلی
- جرج سندرز